# Suède aux Jeux olympiques d'hiver de 1964
La Suède participe aux Jeux olympiques d'hiver de 1964, organisés à Innsbruck en Autriche. Ce pays participe aux Jeux olympiques d'hiver pour la neuvième fois après sa présence à toutes les éditions précédentes. La délégation suédoise, formée de 57 athlètes (49 hommes et 8 femmes), remporte sept médailles (trois d'or, trois d'argent et une de bronze) et se classe au septième rang du tableau des médailles.

## Médaillés
| Médaille d'or, Jeux olympiques      | Sixten Jernberg | Ski de fond         | 50 kilomètres hommes            |                   |  |
| Médaille d'or, Jeux olympiques      | Karl-Åke Asph Sixten Jernberg Janne Stefansson Assar Rönnlund | Ski de fond         | Relais hommes 4 × 10 kilomètres |                   |  |
| Médaille d'or, Jeux olympiques      | Jonny Nilsson | Patinage de vitesse | 10 000 mètres hommes            |                   |  |
| Médaille d'argent, Jeux olympiques  | Assar Rönnlund | Ski de fond         | 50 kilomètres hommes            |                   |  |
| Médaille d'argent, Jeux olympiques  | Barbro Martinsson Britt Strandberg Toini Gustafsson | Ski de fond         | Relais femmes 3 × 5 kilomètres  |                   |  |
| Médaille d'argent, Jeux olympiques  | Équipe de Suède de hockey sur glace \| Kjell Svensson \| \| Nils Nilsson \| \| Carl-Göran Öberg \| \| \| Lennart Häggroth \| \| Ronald Pettersson \| \| Sven Johansson \| \| \| Gert Blomé \| \| Lars-Eric Lundvall \| \| Uno Öhrlund \| \| \| Nils Johansson \| \| Eilert Määttä \| \| Hans Mild \| \| \| Roland Stoltz \| \| Anders Andersson \| \| Lennart Johansson \| \| \| Bert-Ola Nordlander \| \| Ulf Sterner \| \| \| \| | Hockey sur glace    | Hommes                          |                   |  |
| Médaille de bronze, Jeux olympiques | Sixten Jernberg | Ski de fond         | 15 kilomètres hommes            |                   |  |
| Kjell Svensson                      | | Nils Nilsson        |                                 | Carl-Göran Öberg  |  |
| Lennart Häggroth                    | | Ronald Pettersson   |                                 | Sven Johansson    |  |
| Gert Blomé                          | | Lars-Eric Lundvall  |                                 | Uno Öhrlund       |  |
| Nils Johansson                      | | Eilert Määttä       |                                 | Hans Mild         |  |
| Roland Stoltz                       | | Anders Andersson    |                                 | Lennart Johansson |  |
| Bert-Ola Nordlander                 | | Ulf Sterner         |                                 |                   |  |